# Unciola laticornis
Unciola laticornis är en kräftdjursart som beskrevs av Hansen 1887. Unciola laticornis ingår i släktet Unciola och familjen Aoridae. Inga underarter finns listade i Catalogue of Life.